# کوپر (دهانه)
کوپر یک دهانه برخوردی در ماه‌ است.

## دهانه‌های اقماری
این دهانه ۲ دهانه اقماری دارد.
| Cooper | عرض جغرافیایی | طول جغرافیایی | قطر          |
| ------ | ------------- | ------------- | ------------ |
| K      | ۵۱.۱° N       | ۱۷۸.۱° E      | ۳۰.۰ کیلومتر |
| G      | ۵۲.۶° N       | ۱۷۸.۵° E      | ۲۰.۰ کیلومتر |